# Alli
Zdravilo Alli (GlaxoSmithKline) se, hkrati z dieto, uporablja za zdravljenje debelosti ob izrazito prekomerni telesni masi. Alli je zdravilo, ki vsebuje zdravilno učinkovino orlistat. To učinkovino vsebuje tudi zdravilo Xenical, ki je že odobreno v Evropski uniji. Alli vsebuje 60mg orlistata, Xenical pa 120mg. Je prvo in edino zdravilo za zmanjšanje telesne mase, ki je v lekarnah na voljo z izdajo brez recepta, z dovoljenjem za promet v Evropski uniji. Alli je kapsula, ki deluje v kombinaciji z nizkokalorično dieto z zmanjšanim vnosom maščob in podpornim programom. Veže se na nekatere naravne telesne encime, ki razgrajujejo maščobe. Tako preprečuje prebavo in absorpcijo določene količine zaužitih maščob, neprebavljene maščobe pa se izločijo iz telesa po naravni poti.

## Kakovostna in količinska sestava
Ena trda kapsula vsebuje 60 mg orlistata.

## Farmacevtska oblika
Zdravilo je na voljo v obliki trde kapsule, ki ima temno modro sredinsko črto, ovoj in pokrovček kapsule sta turkizne barve z napisom »alli«.

## Terapevtske indikacije
Zdravilo alli je indicirano za zmanjševanje telesne mase pri odraslih s čezmerno telesno maso (indeks telesne mase ITM ≥ 28 kg/m2), ob hkratni nizkokalorični dieti z zmanjšanim vnosom maščob.

## Odmerjanje in način uporabe
Priporočeni odmerek zdravila alli za odrasle osebe je ena 60 mg kapsula trikrat na dan. Kapsulo je treba vzeti z vodo tik
pred ali med vsakim glavnim obrokom ali do 1 uro po njem. Če bolniki po 12 tednih zdravljenja z zdravilom alli niso uspeli zmanjšati telesne mase, naj se pogovorijo z zdravnikom ali farmacevtom. 
Dieta in telesna dejavnost sta pomembna dejavnika programa izgubljanja telesne mase. Dieto in program telesne dejavnosti je priporočljivo začeti že pred uvedbo zdravljenja z zdravilom alli in nadaljevati po prenehanju zdravljenja.

## Neželeni učinki
Najpogostejši neželeni učinki zdravila Alli so povezani s prehranjevanjem, ki jih je v veliki meri moč nadzorovati. So gastrointestinalne narave, večinoma so blagi, pojavijo se na začetku zdravljenja, njihov pojav pa je manj verjeten, če uporabnik sledi dieti z malo maščobami. Najpogostejši neželeni učinki povezani s prehranjevanjem so vetrovi (napenjanje) z ali brez oljnih madežev, nenadna potreba po iztrebljanju, mastno ali oljnato blato, mehko blato.

## Dovoljenje za prodajo
21. januarja 2009 je Evropska agencija za zdravila izdala dovoljenje za prodajo zdravila brez recepta. 

## Povezave
- Alli
- Myalli Arhivirano 2009-06-27 na Wayback Machine.
- GSK Slovenija Arhivirano 2009-02-28 na Wayback Machine.
- Evropska agencija za zdravila (EMEA)
- GlaxoSmithKline GSK
- Roche Slovenija[mrtva povezava]
- Xenical